# Cucujá
Cucujá är en ort i Mexiko.   Den ligger i kommunen Tila och delstaten Chiapas, i den sydöstra delen av landet, 800 km öster om huvudstaden Mexico City. Cucujá ligger 720 meter över havet och antalet invånare är 118.
Terrängen runt Cucujá är kuperad norrut, men söderut är den bergig. Cucujá ligger nere i en dal. Runt Cucujá är det ganska tätbefolkat, med 67 invånare per kvadratkilometer. Närmaste större samhälle är Yajalón, 7,5 km sydost om Cucujá. I omgivningarna runt Cucujá växer i huvudsak städsegrön lövskog.